# Алхимик (рассказ)
«Алхимик» (англ. The Alchemist) — рассказ американского писателя Говарда Филлипса Лавкрафта, написанный в 1908 году, в возрасте 17 лет. Впервые был опубликован в выпуске журнала «United Amateur» за ноябрь 1916 года.

## Сюжет
Антуан де К., последний в роду, живёт в фамильном замке во Франции. По легенде каждый из рода де К. проклят и все они умирали ровно в 32 года.
В Средние века, когда замок процветал. В XIII веке, Генрих де К. из-за пропажи сына Годфрея убил местного алхимика Мишеля Мове. Вскоре выяснилось, что Годфрей жив и прятался в замке. Тогда Карл Ле Сорсье, сын Мишеля, убил графа ядом и проклял его род, предрекая что все потомки в роду де К. будут умирать в 32 года. С тех пор, на протяжении сотен лет ни один потомок Генриха не доживал до 33 лет — все погибали от несчастных случаев. Замок пришёл в упадок: Из четырёх башен осталась одна, а место лорда занял его обнищавший потомок.
Пьер воспитывал Анутана и верно служил ему. Он ограждал мальчика от крестьян, стараясь уберечь от проклятья. В книге летописи рода де К. скорбный список пополнялся поколением за поколением: Генрих, Роберт, Антуан, Арман... Все погибли в 32 года. Пьер умер незадолго до 32-летия Антуана и тот остался один в замке.

Антуан решил проникнуть в полуразрушенное крыло замка, где никто не был уже 400 лет. Спустившись по лестнице в подземелье он нашёл тюрьму. В одной из комнат он обнаружил люк в полу и спустился в него. Там он встретил Карла Ле Сорсье, того самого мага, который все это время жил здесь. Карл достал склянку с ядом, но Антуан бросил в него факел и колдун вспыхнул пламенем. Умирая Карл сказал:
Пелена спала с его глаз и сквозь их черноту, более пронзительную, чем спекшийся уголь лица, проступило нечто, что я бессилен описать. Потрескавшиеся губы силились вытолкнуть какие-то слова и с изуродованных губ сорвались проклятия: «Глупец! Неужели ты не понял, в чем мой секрет? Жалкий умишко, не способный догадаться, по чьей воле на протяжении шести веков твой род не мог избавиться от проклятья! Слушай же! Это я! Я! Я! Я прожил 600 лет и все 600 лет я мстил! Я мстил, ибо я Карл Колдун!

## Персонажи
- Антуан де К. (англ. Antoine de C) — граф, последний из рода де К, дожил до 90 лет. Не знал родителей. Его отца убил камень, сорвавшийся с полуразрушенного парапета, а мать умерла при родах. Проводил годы детства, изучая старинные фолианты в сумрачной библиотеке замка и блуждая по фантастическом лесу. Досуг стал причиной его меланхолии. Исследования и мрачные таинстве всегда его притягивали, а ученость не была его стезей: даже те крупицы знания, что удавалось выловить, удручали его. Решил остаться холостым, полагая, что с его смертью подрубленное родовое древо погребет под собой проклятие. Антуан во многих чертах является автобиографичным персонажем самого Лавкрафта.
- Мишель «Злой» Мове (англ. Michel Mauvais) — алхимик, жил в XIII веке. Мове означает Злой, что также совпало с его страшной репутацией. Изнурял себя в поисках философского камня (англ. Philosopher's Stone) и эликсира молодости (англ. Elixir of Eternal Life), слыл апостолом чёрной магии. Жил в хижине в лесу со своим сыном Карлом. Говорили, что Мишель сжег жену, принеся её в жертву дьяволу и виновен в исчезновениях крестьянских детей.
- Карл Колдун (англ. Charles Le Sorcier) — сын Мишеля Мове, его звали Ле Сорсье, что означает Колдун. Проводил алхимические опыты, создал эликсир вечной жизни. Одет в длинное чёрное средневековое платье и старинный головной убор. Его роскошные волосы и дремучая борода отливали чернотой. У него был очень высокий лоб, узловатые, похожие на клешни, мертвенно-белые руки и глубоко запавшие щеки, обрамленные суровыми морщинами. Его костлявое, аскетическое до истощения тело странно и уродливо контрастировало с роскошью одеяния. Его глаза как две бездонные черноты, сочащиеся безрассудной нечеловеческой злобой, а пристальный взгляд был преисполнен такой ненависти, что кровь стыла в жилах. Его резкий голос облекал смыслы скроенные по латинским образцам, на языке, которым пользовались просвещенные люди в Средние века. Образ старика часто будет появляться у Лавкрафта.
- Генрих де К. (англ. Henris de C) — граф замка де К., живший в XIII веке. Убил Мишеля Мове и был убит его сыном Карлом.
- Годфрей де К. (англ. Godfrey de C) — сын Генриха, пал от стрелы во время охоты в возрасте 32 лет.
- Роберт де К. (англ. Robert de C) — сын Годфрея, был найден бездыханным в окрестностях замка в 32 года.
- Людовик де К. (англ. Louis de C) — сын Роберта, достигнув рокового 32-летнего возраста, утонул в крепостном рву.
- Пьер (англ. Pierre) — слуга воспитывавший Антуана. Человек в высшей степени достойный и наделенный недюжинным умом. Передал родовую книгу Антуану с летописью их рода.

## Вдохновение
Лавкрафт написал этот ранний рассказ в 17 лет, находясь под впечатлением от творчества Эдгара По, в частности, от рассказа «Падение дома Ашеров». В этом рассказе заметно пристрастие Лавкрафта к готической литературе. Лавкрафт впервые описывает готическое окружение, которые послужит фоном для его будущих произведений.
В мифологии Европы говорится, что колдуны получают второе имя на шабаше и занимаются алхимией. Карл упоминает философский камень и эликсир молодости.

## Комментарии
1. ↑  Здесь и далее все имена и названия приводятся по переводу Е. Бабаевой.